# Fußball-Westasienmeisterschaft 2019
Die Fußball-Westasienmeisterschaft 2019 (offiziell 2019 WAFF Championship, aus Sponsorengründen auch 2019 Asiacell WAFF Championship genannt) war die neunte Austragung des Turniers und fand vom 30. Juli bis zum 14. August 2019 im Irak statt. Der Irak war zum ersten Mal Gastgeber des Wettbewerbs.
Neun Mannschaften aus dem westasiatischen Raum spielten um den Titel des Westasienmeisters. Mit Titelverteidiger Katar, dem Oman und den Vereinigten Arabischen Emiraten nahmen drei Mitglieder der West Asian Football Federation (WAFF) nicht teil.
Sieger wurde zum ersten Mal Bahrain, das sich im Finale mit 1:0 gegen die Gastgeber aus dem Irak durchsetzte.

## Austragungsort und Modus
Das Turnier sollte zunächst im Dezember 2017 in Amman, der Hauptstadt Jordaniens, stattfinden, wurde dann aber mehrere Male nach hinten verschoben. Im Mai 2018 wurde die Austragung an den Irak neu vergeben, der damit nach 30 Jahren wieder ein internationales Turnier ausrichtet. Die Meisterschaft sollte dann im November 2018 stattfinden, wurde aber auf Juli/August 2019 verschoben.
Der Modus hat sich gegenüber dem Turnier von 2013/14 verändert. Die neun teilnehmenden Mannschaften wurden in eine Gruppe mit fünf und eine mit vier Mannschaften eingeteilt. Gruppe A wurde in Kerbela und Gruppe B in Erbil, der Hauptstadt der Autonomen Region Kurdistan, ausgetragen. In der Gruppenphase spielten die Mannschaften jeweils einmal gegeneinander. Die beiden Gruppensieger erreichten das Finale. Ein Spiel um den dritten Platz fand nicht statt.

## Gruppenphase

### Gruppe A
Alle Spiele fanden im Karbala International Stadium in Kerbela statt. Zeitangaben in Ortszeit (UTC+3).
| Pl. | Land      | Sp. | S | U | N | Tore    | Diff. | Punkte |
| --- | --------- | --- | - | - | - | ------- | ----- | ------ |
| 1.  | Irak      | 4   | 3 | 1 | 0 | 005:200 | +3    | 10     |
| 2.  | Palästina | 4   | 2 | 1 | 1 | 006:500 | +1    | 07     |
| 3.  | Jemen     | 4   | 1 | 1 | 2 | 004:500 | −1    | 04     |
| 4.  | Libanon   | 4   | 1 | 1 | 2 | 003:400 | −1    | 04     |
| 5.  | Syrien    | 4   | 0 | 2 | 2 | 005:700 | −2    | 02     |

| 30. Juli 2019, 19:30 Uhr und 22:30 Uhr   |   |           |           |
| Irak                                     | – | Libanon   | 1:0 (0:0) |
| Jemen                                    | – | Palästina | 0:1 (0:1) |
| 2. August 2019, 19:30 Uhr und 22:30 Uhr  |   |           |           |
| Palästina                                | – | Irak      | 1:2 (1:1) |
| Libanon                                  | – | Syrien    | 2:1 (0:0) |
| 5. August 2019, 19:30 Uhr und 22:30 Uhr  |   |           |           |
| Syrien                                   | – | Jemen     | 1:1 (0:1) |
| Libanon                                  | – | Palästina | 0:0       |
| 8. August 2019, 19:30 Uhr und 22:30 Uhr  |   |           |           |
| Jemen                                    | – | Libanon   | 2:1 (2:1) |
| Syrien                                   | – | Irak      | 0:0       |
| 11. August 2019, 19:30 Uhr und 22:30 Uhr |   |           |           |
| Palästina                                | – | Syrien    | 4:3 (1:1) |
| Irak                                     | – | Jemen     | 2:1 (2:0) |

### Gruppe B
Alle Spiele fanden im Franso-Hariri-Stadion in Erbil statt. Zeitangaben in Ortszeit (UTC+3).
| Pl. | Land          | Sp. | S | U | N | Tore    | Diff. | Punkte |
| --- | ------------- | --- | - | - | - | ------- | ----- | ------ |
| 1.  | Bahrain       | 3   | 2 | 1 | 0 | 002:000 | +2    | 07     |
| 2.  | Jordanien     | 3   | 1 | 1 | 1 | 004:200 | +2    | 04     |
| 3.  | Kuwait        | 3   | 1 | 1 | 1 | 003:300 | ±0    | 04     |
| 4.  | Saudi-Arabien | 3   | 0 | 1 | 2 | 001:500 | −4    | 01     |

| 4. August 2019, 19:30 Uhr und 22:30 Uhr  |   |               |           |
| Jordanien                                | – | Bahrain       | 0:1 (0:0) |
| Saudi-Arabien                            | – | Kuwait        | 1:2 (1:1) |
| 7. August 2019, 19:30 Uhr und 22:30 Uhr  |   |               |           |
| Bahrain                                  | – | Saudi-Arabien | 0:0       |
| Kuwait                                   | – | Jordanien     | 1:1 (1:0) |
| 10. August 2019, 19:30 Uhr und 22:30 Uhr |   |               |           |
| Jordanien                                | – | Saudi-Arabien | 3:0 (0:0) |
| Kuwait                                   | – | Bahrain       | 0:1 (0:0) |

## Finale
| Irak                                                                                     | Irak | Bahrain | Bahrain |
| ---------------------------------------------------------------------------------------- | --- | --- | ------- |
| Irak                                                                                     | \| Finale \| \| 14. August 2019 um 22:30 Uhr (19:30 Uhr MESZ) in Kerbela (Karbala International Stadium) \| \| Ergebnis: 0:1 (0:1) \| \| Zuschauer: 34.500 \| \| Schiedsrichter: Turki al-Khudhayr ( Saudi-Arabien) \|                                                    | \| Finale \| \| 14. August 2019 um 22:30 Uhr (19:30 Uhr MESZ) in Kerbela (Karbala International Stadium) \| \| Ergebnis: 0:1 (0:1) \| \| Zuschauer: 34.500 \| \| Schiedsrichter: Turki al-Khudhayr ( Saudi-Arabien) \|                                                                  | Bahrain |
| Irak                                                                                     | Jalal Hassan – Alaa Ali Mhawi, Saad Natiq, Ahmad Ibrahim, Dhurgham Ismail (77. Mohammed Qasim) – Mahdi Kamel (69. Ayman Hussein), Amjad Attwan, Ibrahim Bayesh, Safaa Hadi, Hussein Ali – Mohannad Abdul-Raheem (46. Alaa Abbas) Cheftrainer: Srečko Katanec ( Slowenien) | Sayed Jaffer – Mohamed Adel (83. Sayed Baqer), Ahmed Bughammar, Ahmed Nabeel, Waleed al-Hayam – Abdulwahab al-Malood, Ali Haram (78. Mohammed al-Hardan), Mohamed Abdulwahab – Kamil al-Aswad, Mohamed al-Romaihi, Isa Moosa (46. Sami al-Husaini) Cheftrainer: Hélio Sousa ( Portugal) | Bahrain |
| Irak                                                                                     | 0:1 Moosa (39.) | | Bahrain |
| Irak                                                                                     | Mhawi (43.), Ibrahim (90.+5') | | Bahrain |
| Finale                                                                                   | | |         |
| 14. August 2019 um 22:30 Uhr (19:30 Uhr MESZ) in Kerbela (Karbala International Stadium) | | |         |
| Ergebnis: 0:1 (0:1)                                                                      | | |         |
| Zuschauer: 34.500                                                                        | | |         |
| Schiedsrichter: Turki al-Khudhayr ( Saudi-Arabien)                                       | | |         |

## Schiedsrichter
| Schiedsrichter: - Ali al-Samaheeji - Wathik al-Baag - Mohammed al-Noori - Mohammad Arafah - Saad Khalefah - Mohamad Issa - Mahmood al-Majarafi - Sameh al-Qassas - Turki al-Khudhayr - Wissam Rabie - Haitham al-Walidi | Schiedsrichterassistenten: - Salah Janahi - Muayad Mohamed Ali - Jihad Dawood - Mahmoud Abu-Thaher - Humoud al-Sahli - Ali Mokdad - Hamed al-Ghafri - Amin Shaban Halabi - Khalaf al-Shammari - Abdullah Kanaan - Ali al-Hasani |